# JKF Industri
JKF Industri er en dansk virksomhed der producerer, og sælger komponenter til procesventilationsanlæg til udvalgte industrityper og markeder.
Virksomheden blev grundlagt i 1956 og og har 200 ansatte pr. 2012. JKF Industri har hovedsæde placeret i Als nordøst for Hadsund i Himmerland.